# Hideki Muto

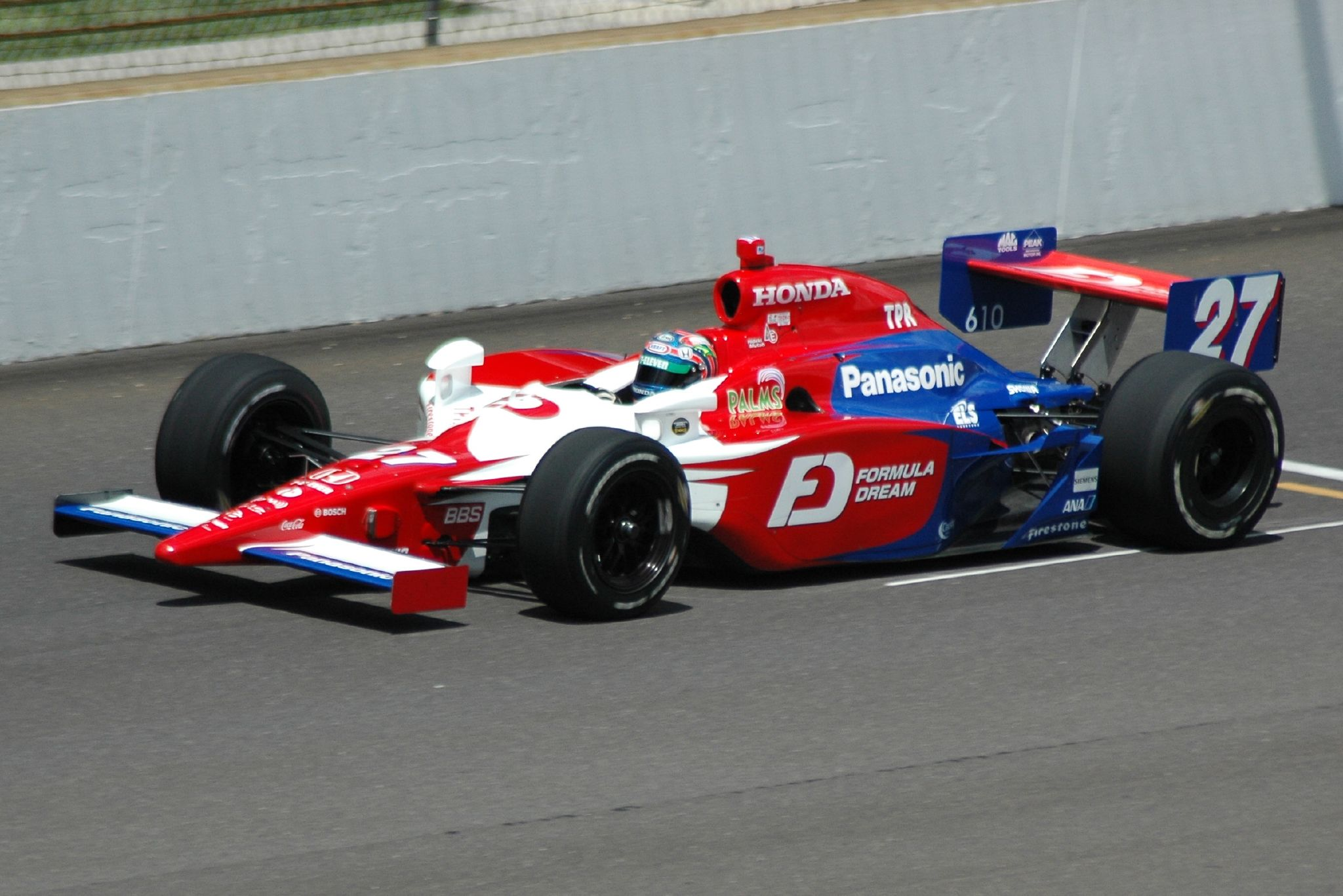
Muto in 2008

Hideki Mutō (Japans: 武藤 英紀, Mutō Hideki) (Chuo (Tokio), 10 oktober 1982) is een Japans autocoureur.

## Carrière
Mutō begon op twaalfjarige leeftijd met karting. Later werd hij opgenomen in het Formula Dream Project van Honda. Vanaf 1998 reed hij onder meer Formule Ford, Formule 3, Formule Nippon en Super GT. In 2007 ging hij rijden in de Indy Lights series. Hij won een race op het circuit van Indianapolis en later dat jaar won hij de race in Kentucky en werd tweede in de eindstand. Datzelfde jaar reed hij de allerlaatste race van het seizoen in de IndyCar Series in Chicago voor Panther Racing. Hij finishte op de achtste plaats in die race. In 2008 kon hij aan de slag bij Andretti Green Racing om dan huidig IndyCar kampioen Dario Franchitti te vervangen, die een overstap maakte naar de NASCAR series. Mutō werd tweede op de Iowa Speedway, zijn beste resultaat en beste resultaat voor een Japanner ooit in de IndyCar. Hij werd tiende in de eindrangschikking van het kampioenschap en werd zo Rookie van het jaar. In 2009 reed hij een tweede seizoen in de IndyCar Series voor Andretti Green Racing. Zijn beste resultaat dat jaar was een derde plaats op de Iowa Speedway. Hij finishte op de elfde plaats in het kampioenschap.

## Resultaten
IndyCar Series resultaten (aantal gereden races, aantal maal in de top 5 van een race, eindpositie kampioenschap en punten)
| Jaar | Races | 1ste | 2de | 3de | 4de | 5de | Rang | Ptn |
| ---- | ----- | ---- | --- | --- | --- | --- | ---- | --- |
| 2007 | 1     | -    | -   | -   | -   | -   | 25   | 24  |
| 2008 | 17    | -    | 1   | -   | -   | -   | 10   | 346 |
| 2009 | 17    | -    | -   | 1   | 1   | 2   | 11   | 353 |
| 2010 | 17    | -    | -   | -   | -   | -   | 18   | 250 |
| 2011 | 1     | -    | -   | -   | -   | -   | 42   | 12  |

### Resultaten Indianapolis 500
| Jaar | Chassis | Motor | Start | Finish | Team                  |
| ---- | ------- | ----- | ----- | ------ | --------------------- |
| 2008 | Dallara | Honda | 9     | 7      | Andretti Green Racing |
| 2009 | Dallara | Honda | 16    | 10     | Andretti Green Racing |
| 2010 | Dallara | Honda | 9     | 28     | Newman-Haas Racing    |